# 退貨
退貨是一種合約條款，是顧客在產品在保修期內將產品退還給商家並獲得退款。退貨是對產品質量的信心保證，是供應商給顧客的商業承諾。接受次品退貨是體現合約精神和商業信用。為保證少退貨或者零退貨，生產商必須在物料採購、生產加工、包裝、倉儲、物流等各個大小環節把關和全面品質管理 （页面存档备份，存于）。

## 中華人民共和國規定
2017年3月15日起，中華人民共和國規定，該國的網絡商品銷售者必須履行7日無理由退貨義務。2022年3月15日，中華人民共和國的《最高人民法院关于审理网络消费纠纷案件适用法律若干问题的规定（一）》起施行，規定電商不得以商品已拆封为由拒絕七日無理由退貨。

## 可能不接受退貨
不過，鮮花、雪糕、內衣等消費品，有稱為「恕不退換」的商品。
另外還有以下事項導致不得退貨：
- 出於智慧財產權的尊重：書籍、光碟（除裝訂錯誤或無法播放外）
- 因保存期限短：現做餐盒或蔬果、蛋糕、鮮奶等商品（除買到過期產品）
- 個人衛生用品：拆封的女性內衣褲、刮鬍刀
- 一些商店為了防範退貨詐欺，因此可能不接受某類產品的退貨

## 相關
- 供應鏈
- 品管
- 產品回收
- 退貨詐欺